# 羅切斯特鎮區 (堪薩斯州金曼縣)
羅切斯特鎮區（英語：Rochester Township）為美國堪薩斯州金曼縣轄下的鎮區。2010年美国人口普查中此鎮區人口有168人。

## 地理
羅切斯特鎮區涵蓋總面積為93.9平方（36.27平方英里），其中陸地面積為93.9平方（36.24平方英里），水域面積為0.078平方（0.03平方英里）或0.08%。海拔高度504（1,654英尺）。

## 人口統計
根據2010年美國人口普查，羅切斯特鎮區人口有168人，其中男性有87人，女性有81人，人口密度為每平方公里1.79人，住房計103戶。鎮區內的白人有168人，非裔美國人有0人，美洲原住民有0人，亞裔美國人有0人，太平洋島裔美國人有0人，其他種族有0人，混血種族則有0人。此外鎮區內有7人為西班牙裔或拉丁裔美國人。此鎮區之年齡中位數為53.0歲，而男性年齡中位數為52.1歲，女性年齡中位數為56.5歲。

## 交通

### 主要公路
- 42號堪薩斯州州道